# Irène Tolleret
Irène Tolleret, née le 17 août 1967 à Béziers, est une vigneronne et femme politique française. Membre de Renaissance et de Territoires de progrès, elle est élue députée européenne en 2019.

## Situation personnelle
Irène Tolleret est diplômée de l'ESSEC,. Elle poursuit une carrière de directrice marketing dans le secteur du vin en France et en Angleterre, avant de devenir viticultrice et propriétaire d'un domaine dans le secteur de pic Saint-Loup, au nord de Montpellier,,.

## Parcours politique
Peu après les élections municipales de 2014, elle est élue maire de Fontanès, dans l'Hérault. Représentante de sa commune au conseil communautaire de la communauté de communes du Grand Pic Saint-Loup, elle y est vice-présidente chargée des relations et affaires européennes. En novembre 2017, elle devient conseillère départementale dans le canton de Lodève, en remplacement de Marie-Christine Bousquet, décédée, et membre de la commission permanente. Elle est classée divers gauche.
Pendant son mandat, elle monte la candidature de son territoire au fonds européen LEADER et devient présidente du GAL (Groupe d'action local) du Grand Pic Saint-Loup, un organisme chargé de la gestion du fonds européen pour le développement rural FEADER.[réf. nécessaire]
Irène Tolleret est élue députée européenne aux élections européennes de mai 2019, sur la liste de La République en marche conduite par Nathalie Loiseau, en neuvième position. Candidate inattendue selon la presse, elle souhaite pouvoir représenter la ruralité sur la liste macroniste. Elle démissionne de son mandat à Fontanès peu après sa prise de fonction.
Au Parlement européen, elle siège au sein des commissions du développement régional, de l'agriculture et du développement rural et des droits des femmes et de l'égalité des genres.
Elle co-préside l'intergroupe Vins, Spiritueux et Produits alimentaires de qualité du Parlement européen.
Elle a co-fondé le European Food Forum, un groupe de travail qui réunit les filières, les transformateurs, les distributeurs et les députés européens de tous les groupes politiques autour de la filière alimentation. 
En novembre 2019, la Haute Autorité pour la transparence de la vie publique saisit la justice, Irène Tolleret n'ayant pas communiqué à temps sa déclaration d'intérêt, pourtant disponible sur le site du Parlement européen.
En 2020, elle remporte le MEP Award et est ainsi élue eurodéputée de l'année par The Parliament Magazine pour son travail en faveur de la sécurité alimentaire[source insuffisante].
Dans le cadre du plan de relance France Relance, elle est membre du comité national de suivi du plan de relance, du comité régional Occitanie de suivi du plan de relance et du conseil d'administration de LEADER France.[réf. nécessaire]